# Ayuntamiento de Soria
El Ayuntamiento de Soria es la institución que se encarga del gobierno de la ciudad y el municipio de Soria, capital de la Provincia de Soria, (Castilla y León, España).
El consistorio está presidido por el Alcalde de Soria, que desde 1979 es elegido entre los concejales, elegidos democráticamente por sufragio universal. Actualmente ostenta dicho cargo Carlos Martínez Mínguez, del Partido Socialista, quien ocupa el cargo desde 2007, año en el que ganó las elecciones municipales, arrebatándole así la alcaldía a Encarnación Redondo Jiménez, del Partido Popular, quien gobernaba en coalición con IDES.

## Historia
Desde su repoblación, la ciudad (entonces villa), se hallaba dividida para su mejor administración en treinta y cinco colaciones o parroquias, de las que se elegían dieciocho Alcaldes y un juez. Loperráez en el siglo XVIII aporta información sobre este sentido que se recogía en el Fuero de Soria: "La Colación de Santa Cruz daba cada año continuamente un Alcalde por privilegio de Alfonso VIII... las otras treinta y quatro daban por alternativa diez y siete Alcaldes al año, y un Juez, que era el principal, corriendo este de una en otra, hasta igualarse todas en el discurso de treinta y quatro años; pero el Juez salía siempre de la Colación que en aquel año no daba Alcalde. No se podía tener concejo sin concurrir á lo menos diez. Los diez y ocho Alcaldes se repartían en tres Mayordomías, de seis en seis, y cada Mayordomía gobernaba quatro meses á Soria y los pueblos de su jurisdicción que se tenían como aldeas."
A partir del siglo XIV esta forma de gobierno se va perdiendo a favor de los dos estamentos, los caballeros hijosdalgo y las cuadrillas de pecheros. El Común de hombres buenos, es decir, el Estado Llano o General, nació con la reorganización del gobierno local consolidándose completamente en el siglo XVI. Estaba organizado en dieciséis “cuadrillas” o barrios, nacidos en torno a las parroquias, que con el mismo nombre se distribuían por la ciudad y el arrabal. 
Es durante siglo XIV cuando se produce la primera gran reforma del concejo municipal, alentada e instrumentada por el rey Alfonso XI y sus consejeros. Es en esta época cuando se institucionaliza el Concejo, que estuvo representado por el Corregidor y Regidores, nacido al regularizarse el régimen municipal, y que vino a ser el primero en dignidad aunque el último en tiempo. Estas reformas suponen un duro golpe a la autonomía y democratización de las estructuras municipales medievales al introducirse en el seno del consejo el corregidor o representante real, y la introducción del regimiento o cabildo cerrado, también conocido como ayuntamiento.
En la composición política del concejo, presidido por el corregidor o delegado real encargado del gobierno de la Ciudad y de la Tierra, los miembros de los Doce Linajes controlaban la institución municipal. Salvo la presencia del fiel de Tierra, como representante de la Tierra de Soria y del procurador del Común de la Ciudad, designado por los vecinos del estado llano, el resto de regidores eran caballeros hijosdalgo de los Doce Linajes. Incluso el cargo de Fiel de la Tierra era ejercido siempre por un miembro de la pequeña nobleza local.

## Sede
La sede original del Consistorio soriano fue el Palacio de la Audiencia. En 1883 el Ayuntamiento cedió su edificio a la Audiencia Provincial hasta que se encontrara una sede definitiva pasando sucesivamente por el Palacio de los Linajes (propiedad del Estado), la Casa de Común o el Palacio de los Condes de Gómara. Hacia 1897, el Ayuntamiento se hace definitivamente con el Palacio de los Linajes, instalando en él su sede.

## División administrativa
Soria está dividida en diferentes barrios, muchos de ellos organizados en torno a asociaciones vecinales:
- San Pedro
- El Casco Viejo
- El Calaverón
- Campo del Ferial
- La Barriada
- Los Pajaritos
- Santa Bárbara
- La Florida
- La Tejera
- Los Royales

Además cuenta con los siguientes barrios rurales:
- Las Casas
- Oteruelos
- Pedrajas
- Toledillo

## Alcaldes
| Periodo   | Nombre                      | Partido                                  |
| --------- | --------------------------- | ---------------------------------------- |
| 1979-1983 | José Luis Liso Marín        | Unión de Centro Democrático (UCD)        |
| 1983-1987 | José Luis Liso Marín        | Alianza Popular (AP)                     |
| 1987-1991 | Virgilio Velasco Bueno      | Alianza Popular (AP)                     |
| 1991-1995 | Virgilio Velasco Bueno      | Partido Popular (PP)                     |
| 1995-1999 | Javier Jiménez Vivar        | Partido Popular (PP)                     |
| 1999-2003 | Eloísa Álvarez Otero        | Partido Socialista Obrero Español (PSOE) |
| 2003-2007 | Encarnación Redondo Jiménez | Partido Popular (PP)                     |
| 2007-2011 | Carlos Martínez Mínguez     | Partido Socialista Obrero Español (PSOE) |
| 2011-2015 | Carlos Martínez Mínguez     | Partido Socialista Obrero Español (PSOE) |
| 2015-2019 | Carlos Martínez Mínguez     | Partido Socialista Obrero Español (PSOE) |
| 2019-2023 | Carlos Martínez Mínguez     | Partido Socialista Obrero Español (PSOE) |
| 2023-act. | Carlos Martínez Mínguez     | Partido Socialista Obrero Español (PSOE) |

## Resultados electorales
| Partido político                         | 2023  | 2023  | 2023       | 2019     | 2019     | 2019       | 2015  | 2015  | 2015       | 2011  | 2011  | 2011       | 2007  | 2007  | 2007       |
| Partido político                         | Votos | %     | Concejales | Votos    | %        | Concejales | Votos | %     | Concejales | Votos | %     | Concejales | Votos | %     | Concejales |
| Partido Socialista Obrero Español (PSOE) | 8453  | 48,54 | 12         | 9310     | 49,52    | 12         | 8654  | 46,99 | 11         | 8374  | 46,07 | 12         | 7600  | 42,59 | 9          |
| Partido Popular (PP)                     | 5253  | 30,16 | 7          | 4353     | 23,15    | 6          | 5352  | 29,06 | 7          | 6391  | 35,16 | 9          | 7059  | 39,56 | 9          |
| Vox                                      | 1413  | 8,11  | 2          | 736      | 3,91     | 0          | —     | —     | —          | —     | —     | —          | —     | —     | —          |
| Podemos                                  | 807   | 4,63  | 0          | 1160     | 6,17     | 1          | —     | —     | —          | —     | —     | —          | —     | —     | —          |
| Izquierda Unida (IU)-En Común            | 659   | 3,78  | 0          | 741      | 3,94     | 0          | 1161  | 6,30  | 1          | 895   | 4,92  | 0          | 984   | 5,51  | 1          |
| Ciudadanos (CS)                          | 384   | 2,20  | 0          | 1592     | 8,47     | 2          | 1501  | 8,15  | 1          | 516   | 2,84  | 0          | —     | —     | —          |
| SORIAN@S                                 | —     | —     | —          | En Común | En Común | En Común   | 1369  | 7,43  | 1          | 2929  | 3,99  | 0          | 4978  | 6,70  | 2          |

## Evolución de la deuda viva municipal
El concepto de deuda viva contempla sólo las deudas con cajas y bancos relativas a créditos financieros, valores de renta fija y préstamos o créditos transferidos a terceros, excluyéndose, por tanto, la deuda comercial.
| Gráfica de evolución de la deuda viva del Ayuntamiento entre 2008 y 2023                        |
|                                                                                                 |
| Deuda viva del Ayuntamiento de Soria, en miles de euros, según datos del Ministerio de Hacienda |